# Echinophora
Genre
Echinophora est un genre de plantes à fleurs de la famille des Apiacées. Ce sont des plantes herbacées originaire du bassin méditerranéen jusqu'en Asie centrale. 

## Liste d'espèces
Selon Catalogue of Life (29 mai 2013) :
- Echinophora carvifolia
- Echinophora caspica
- Echinophora chrysantha
- Echinophora cinerea
- Echinophora cryptantha
- Echinophora exoacantha
- Echinophora isolophme
- Echinophora orientale
- Echinophora orientalis
- Echinophora platyloba
- Echinophora scabra
- Echinophora spinosa
- Echinophora tenuifolia
- Echinophora tournefortii
- Echinophora trichophylla

Selon NCBI (29 mai 2013) :
- Echinophora chrysantha
- Echinophora cinerea
- Echinophora orientalis
- Echinophora platyloba
- Echinophora tenuifolia
- Echinophora tournefortii

Selon Tropicos (29 mai 2013) (Attention liste brute contenant possiblement des synonymes) :
- Echinophora anatolica Boiss. & Heldr.
- Echinophora carvifolia Boiss. & Balansa
- Echinophora caspica DC.
- Echinophora chrysantha Freyn & Sint.
- Echinophora cinerea (Boiss.) Hedge & Lamond
- Echinophora cryptantha (Rech. f.) M. Hiroe
- Echinophora exoacantha D. Dietr.
- Echinophora flabellifolia Boiss.
- Echinophora lamondiana Yıldız & Bahc.
- Echinophora orientalis Hedge & Lamond
- Echinophora platyloba DC.
- Echinophora radians Boiss.
- Echinophora scabra Gilli
- Echinophora sibthorpiana Guss.
- Echinophora spinosa L.
- Echinophora tenuifolia L.
- Echinophora tournefortii Jaub. & Spach
- Echinophora trichophylla Sm.